# Кларітас Фосса
Claritas Fossae — це велика система довгих, вузьких заглиблень, або западин (лат. fossa — однина, fossae — множина), розташованих на поверхні Марса. Ці утворення знаходяться в чотирикутниках Фінікійського озера (Phoenicis Lacus) та Таумасії (Thaumasia), поблизу 31,5° пд. ш. та 104,1° зх. д. Система простягається на понад 2000 км у довжину і була названа на честь класичного альбедоподібного елемента.

## Геологія:
Ці западини є типовими грабенами, що утворилися внаслідок розтягування марсіанської кори. Коли кора розтягується, вона розривається вздовж двох паралельних розломів (скидів), і центральний блок між ними опускається, утворюючи круті урвища з усіх боків. Вважається, що розтягнення може бути пов'язане з масою та тиском сусідніх великих вулканічних утворень у регіоні Тарсіда. У багатьох випадках, коли кора розтягується, відбувається два паралельних розриви (скиди), і центральний блок між ними опускається. Таке заглиблен
ня, обмежене крутими урвищами з обох боків, називається грабеном. Деякі з найбільших грабенів на Марсі можуть простягатися на сотні кілометрів.
Є припущення, що область Claritas Fossae могла бути тектонічно активною у відносно недавній геологічний час Марса (менше 1 мільйона років тому).Це свідчить про складну історію численних вулкано-тектонічних подій у цьому регіоні, що суперечить попереднім уявленням про припинення масштабної тектонічної активності в регіоні Тарсіда приблизно 3,5 мільярда років тому.
- Велика вага та тиск підземних магматичних камер або великих вулканічних утворень, які спричиняють напруження у навколишній корі.
- Регіональні тектонічні процеси, що спричиняють розтягування літосфери.

Багато западин знайдено поблизу великих вулканічних регіонів, таких як провінції Тарсіда та Елізій.

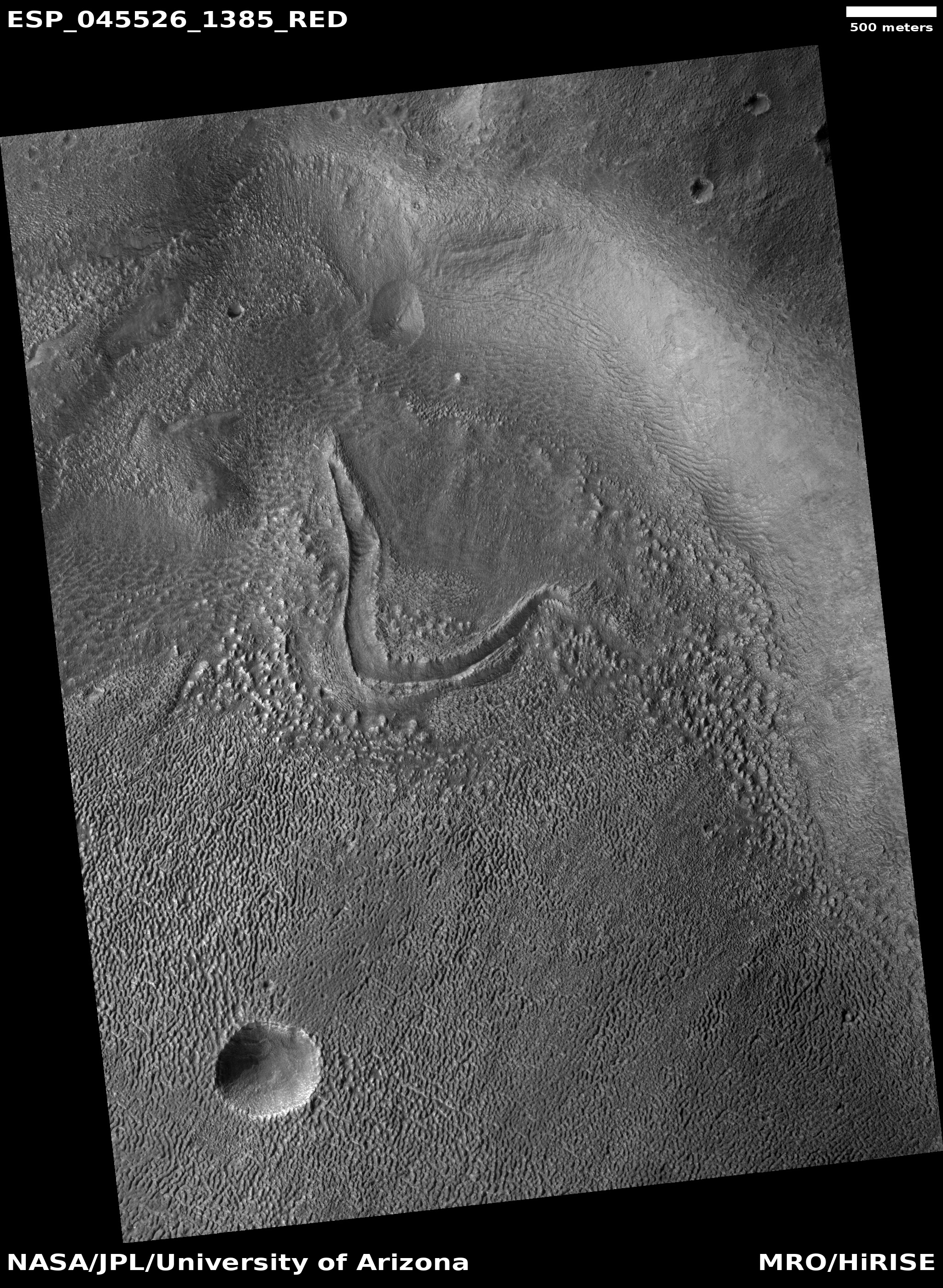
Вигнутий хребет, ймовірно, утворений льодовиком, як його побачив HiRISE в рамках програми HiWish

«Кларітас Фоссе» — це місце дії оповідання «Вірний солдат», частини циклу «Марс 2194» канадського автора Джека Сторновея.